# Zornie

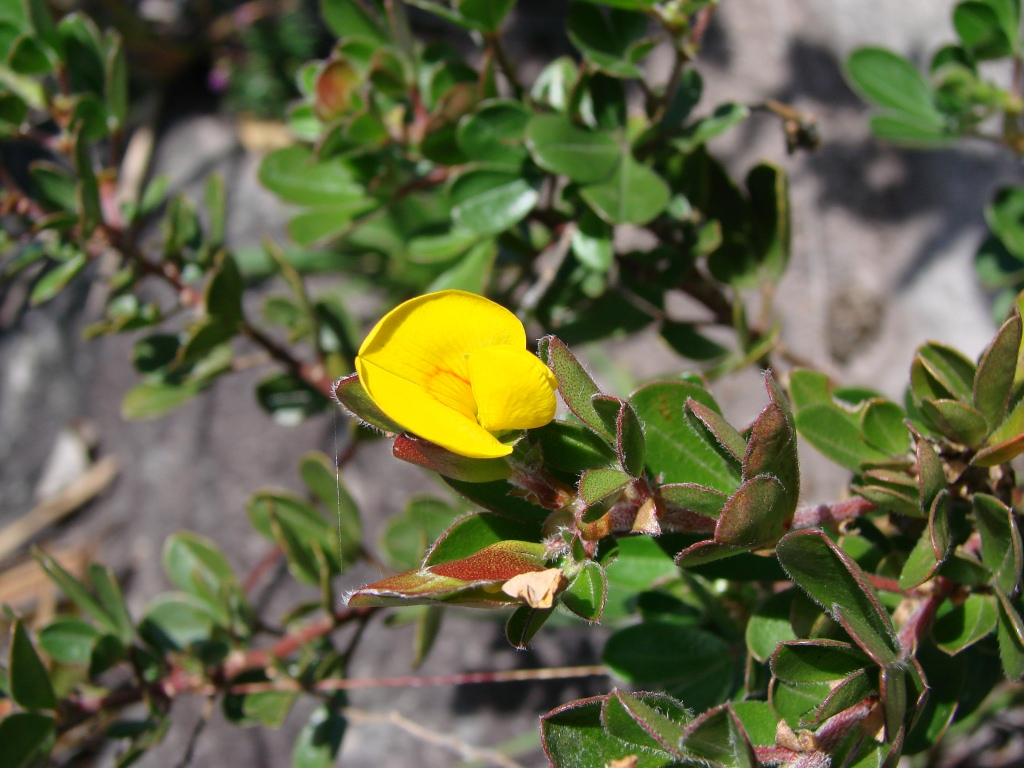
Zornie Zornia flemmingioides

Zornie (Zornia) je rod rostlin z čeledi bobovité. Zahrnuje asi 75 druhů bylin a polokeřů, rozšířených v teplých oblastech celého světa. V Evropě se nevyskytují. Zornie jsou vesměs poléhavé až plazivé rostliny se žlutými motýlovitými květy a poltivými plody. Některé druhy mají květy podepřené nápadnými velkými listeny. Mají místní význam jako krmivo, zelené hnojení a pod.

## Popis
Zornie jsou jednoleté nebo vytrvalé byliny až polokeře s tenkými, často plazivými nebo poléhavými stonky. Listy jsou složené, tvořené 1 párem nebo řidčeji 2 dlanitě složenými páry vstřícných, téměř přisedlých lístků. Lístky jsou na ploše obvykle prosvítavě tečkované. Palisty jsou velké, listovité. Květy jsou drobné, motýlovité, uspořádané v úžlabních nebo vrcholových, řídkých nebo stažených klasech. Jednotlivé květy jsou často podepřené velkými párovými listeny, připomínajícími palisty. Kalich je dvoupyský. Koruna je nejčastěji žlutá, pavéza, křídla i člunek jsou přibližně stejně dlouhé. Tyčinek je 10 a jsou jednobratré. Semeník je tenký a obsahuje 5 až 8 vajíček. Čnělka je nitkovitá, zakončená vrcholovou bliznou. Plodem je plochý, nepukavý struk, rozpadající se na 2 až 15 jednosemenných dílů. Semena jsou okrouhlá až ledvinovitá, tmavě hnědá až černá.

## Rozšíření
Rod zornie zahrnuje asi 75 druhů. Je rozšířen v tropech a subtropech celého světa. Nejvíce druhů se vyskytuje v Jižní Americe. V květeně Evropy není tento rod zastoupen.

## Význam
Některé druhy mají význam jako krmivo, zelené hnojení nebo v místní medicíně. Druh Zornia diphylla je důležitou pícninou v Súdánu. Semena Zornia latifolia se v Brazílii kouří jako náhražka marihuany. V Salvadoru se používá k léčbě úplavice. Účinné látky nejsou známy.